# Виртген, Филипп
Фи́липп Ви́льгельм Ви́ртген (нем. Philipp Wilhelm Wirtgen; 1806—1870) — немецкий ботаник.

## Биография
Филипп Вильгельм Виртген родился в Нойвиде 4 декабря 1806 года. Учился в Нойвидской учительской школе, в 1824 году некоторое время работал учителем в Ремагене, затем переехал в Виннинген. С 1831 по 1835 год преподавал в евангельской школе в Кобленце. Затем до своей смерти работал в Евангельском высшем училище.
В 1853 году Боннский университет присвоил Виртгену почётную степень доктора философии. Филипп Вильгельм Виртген занимался изучением флоры Рейнской области.
Виртген скончался 7 сентября 1870 года.
Сын Филиппа Вильгельма Фердинанд Пауль Виртген (1848—1924) был хозяином аптеки, также занимался изучением флоры Рейнланда.
Основной гербарий Виртгена хранится в Эдинбургском ботаническом саду (E). Рейнландский гербарий находится в Мюнстерском музее естествознания (MSTR).
Похоронен на Главном кладбище Кобленца.

## Некоторые научные публикации
- Wirtgen, P.W. Leitfaden für der Unterricht in der Botanik. — Coblenz, 1839. — 318 p.
- Wirtgen, P.W. Flora des Regierungsbezirks Coblenz. — Coblenz, 1841. — 238 p.
- Wirtgen, P.W. Prodromus der Flora der preussischen Rheinlande. — Bonn, 1842. — 209 p.
- Wirtgen, P.W. Flora der preussischen Rheinprovinz. — Bonn, 1857. — 563 p.
- Wirtgen, P.W. Anleitung zur landwirthschaftlichen und technischen Pflanzenkunde. — Coblenz, 1857—1860. — Vol. I—II.
- Wirtgen, P.W. Rheinische Reise-Flora. — Coblenz, 1857. — 178 p.
- Wirtgen, P.W. Flora der preussischen Rheinlande. — Bonn, 1870. — 372 p.

## Роды растений, названные в честь Ф. В. Виртгена
- Wirtgenia Sch.Bip., 1842 [= Aspilia Thouars, 1806]
- Wirtgenia Jungh. ex Hassk., 1844, nom. illeg. [= Spondias L., 1753]
- Wirtgenia Nees ex Döll, 1877, nom. inval. [= Paspalum L., 1759]